# شهرستان الریاشیه
ناحیهٔ الریاشیه (به عربی: مدیریة الریاشیة) یک ناحیه در یمن است که در استان بیضاء واقع شده‌است.
ناحیهٔ الریاشیه ۲۲٬۸۴۲ نفر جمعیت دارد.